# Daniel Fischer (Fabrikant)
Daniel Fischer (* 12. Juli 1773 in Krems; † 30. Juni 1833 in St. Aegyd) war ein österreichischer Stahlwarenfabrikant.

## Leben
Daniel Fischer begründete mit seinem Vater Jakob Fischer die österreichische Säbelfabrikation und erzeugte die berühmten Ankerfeilen. Er führte die von seinem Vater Gemeinsam mit Martin Miller erzeugte er auch Tiegelstahl in St. Aegyd. Sein Sohn Anton Fischer wandelte später das Unternehmen in die St. Egydyer Eisen- und Stahlindustriegesellschaft.

## Kinder
- Daniel Fischer
- Anton Fischer